# بیرته کریستفورسن
بیرته کریستفورسن (انگلیسی: Birte Christoffersen؛ زادهٔ ۲۸ march ۱۹۲۴ (۱۰۰ سال)) ورزشکار شیرجه اهل دانمارک است.
وی در مسابقات کشوری و بین‌المللی در مجموع برندهٔ ۲ مدال نقره، ۴ مدال برنز شده‌است.